# Arrazola de Oñate
Arrazola de Oñate (ook geschreven als Arazola d'Ognate) is een Spaans adellijk geslacht, afkomstig uit Oñati, waarvan de geschiedenis teruggaat tot in de 15de eeuw, met hoge functies gaande van militairen tot raadsheren en rekenmeesters.
Sinds de 17de eeuw woonde een tak in de Spaanse Nederlanden en bekleedde er functies die ook daar tot adeldom leidden.

## Oorsprong

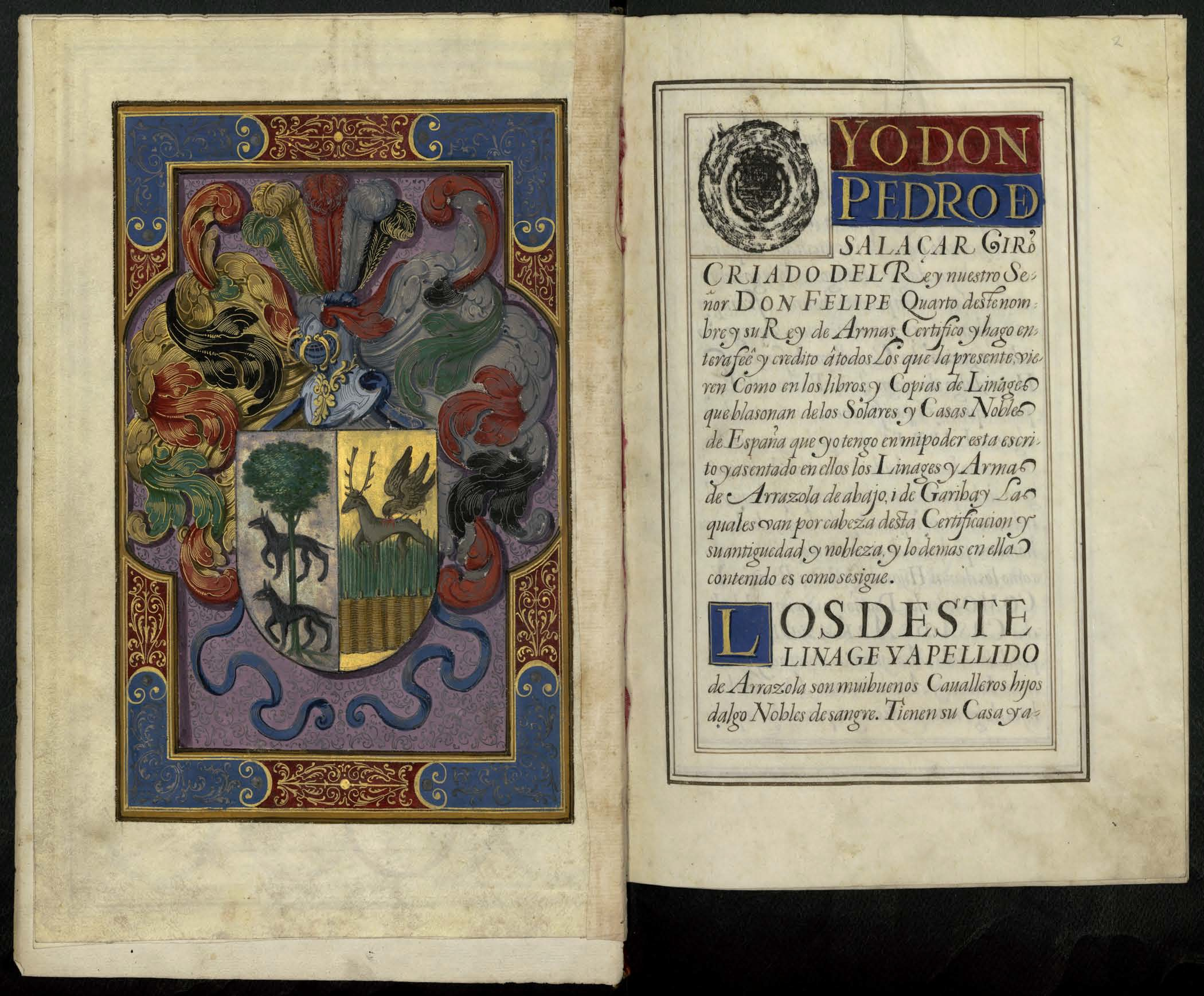
Verlichte certificering van Spaanse adel

De vroegst bewaard gebleven stukken die verwijzing maken naar deze familie zijn rechtszaken uit de 15de eeuw bij de Real Audiencia y Chancillería de Valladolid. Certificeringen ('oeradel') van hun Spaanse adel uit de 16de en 17de eeuw laten de stamboom echter opklimmen tot in de 14de eeuw.
Verschillende Arrazola's hebben doorheen de jaren publieke functies uitgeoefend in zowel de lokale regio, als de hoofdsteden Madrid en Valladolid. De vrij uitgebreide genealogie en het dragen van publieke ambt maakte hen tot een goed voorbeeld van Hidalgos Solariego; ze werden als meest nobel aanzien, waren vrijgesteld van belastingen, maar bezaten weinig eigendom. Deze status werd door verschillende rechtbanken bevestigd tussen 1711 en 1793, en door de Real Audiencia y Chancillería de Valladolid in 1783.
Juan Alexandro Arrazola de Oñate werd rond 1580 geboren en kwam als secretaris met Isabella mee naar de Zuidelijke Nederlanden en werd door Aartshertog Albrecht tot zijn kamerheer benoemd. Dat de jonge Juan Alexandro als secretaris meegestuurd werd met de Infante naar de Spaanse Nederlanden mag niet verbazen, zijn oudere broer Bernabé was namelijk persoonlijke secretaris van Filips II te Madrid. De Spaanse adelsproeven van beide broers werden in 1649 ook in Vlaanderen en Brabant gecertificeerd.
In 1611 huwde Juan met Beatrix Heath, de dochter van Jerome Heath, een Engels edelman, en van Elvira Ramirez. Juan overleed op 4 juli 1659.
Op 7 augustus 1647 verhief koning Filips IV Juan's zoon Marc Albert Arrazola de Oñate tot ridder. Marc Arrazola was luitenant-generaal van de valkeniers van Vlaanderen en burgemeester van het Brugse Vrije van 1649 tot 1659. Het Brugse Vrije was een der Kasselrijen van het Graafschap Vlaanderen en strekte zich uit tussen de Noordzee, Sluis, Eeklo, Hooglede, Zarren en de IJzer. Later werd hij ook Koninklijk Commissaris voor de vernieuwing van de magistratuur van Brugge in 1665, '66 en '67 en wanneer hij in 1674 stierf werd hij begraven in de kapel van het klooster van Engelse franciscanessen, in de gebouwen van het vroegere Prinsenhof in Brugge, waarvan hij de stichter en mecenas was.
In 1654 benoemde Aartshertog Leopold-Willem, gouverneur-generaal van de Nederlanden, Marc's broer Jean-Jacques de Arrazola de Oñate (1615-1688), tot raadsheer en rekenmeester in de Rekenkamer van Brabant en tot raadsheer in de Raad van Financiën te Brussel. Dit ambt verhief indien nodig tot erfelijke adeldom. In 1663 verleende Koning Filips IV hem de (persoonlijke) titel van ridder. Hij was tweemaal getrouwd en had zeven kinderen.
In 1670 werd Jean-François de Arrazola de Oñate, (natuurlijke) zoon en erfgenaam van Michel Arrazola de Oñate, raadsheer en rekenmeester in de Rekenkamer van Vlaanderen te Brugge en broer van Jean-Jacques en Marc-Albert, gelegitimeerd.
In 1687, ondertussen zelf auditeur van de rekenkamer van Vlaanderen in Brussel, kreeg Jean-François, ingevolge de legitimatie, toelating om voortaan zijn wapen ongebroken te voeren. In 1688 werd de legitimatie nogmaals bevestigd.
De verschillende takken van deze familie zijn doorheen de eeuwen heren geweest van de heerlijkheden Gomont, Meldert (Lummen), Tyberchamps, Ten Torre (Oedelem) en Peutegem.

## Wapenschild
Het heraldisch schild van de familie: in zilver (= wit, als symbool voor reinheid, wijsheid, onschuld, kuisheid en vreugde) met een uitgerukte eik van sinopel (groen, als een symbool voor vrijheid, schoonheid, vreugde, gezondheid en hoop) geplaatst tussen twee boven elkaar staande wolven (als zinnebeeld van sluwheid) in sabel (zwart, als symbool voor rouw), de eerste achter, de tweede voor de boom. Een eik geldt als zinnebeeld van sterkte, maar is hier meer bedoeld als een teken van vrijheid, voortkomend uit de erkenning in 1483 van alle privileges van Biscaya door Infante Isabella, die daarvoor zelf naar Guernica afgereisd was. Voor de Basken betekende dit een 400 jaar durende autonomie. De notabelen vergaderen alle even maanden onder een eikenboom om belangrijke zaken te bespreken en oordelen te vellen. De boom wordt vaak in verband gebracht met begrippen als autonomie en zelfbeschikkingsrecht.
Uitzonderlijk aan dit wapenschild is dat de verschillende schildversierselen erkend zijn geworden in 2001 als deel uitmakend van het wapenschild, en dat zij bijgevolg door elk lid van de erkende familie gedragen kunnen worden. Het is gebruikelijk dat steunberen, in dit geval leeuwen, enkel gebruikt kunnen worden voor het persoonlijke schild van, minstens, een baron en niet de gehele familie (die daarenboven heden geen baronstitel meer bezit). Het meest uitzonderlijk is echter de rangkroon boven het schild. Deze bevat 13 parels, waarvan 3 verheven, en geeft blijk van enige historisch stand gezien deze samenstelling enkel gebruikt werd bij het persoonlijke schild van een graaf. Zulke uitzonderlijke toelatingen worden enkel door de Koning verleend indien de verzoeker kan aantonen dat zijn of haar familie hier historisch aanspraak kan op maken.

## Kastelen

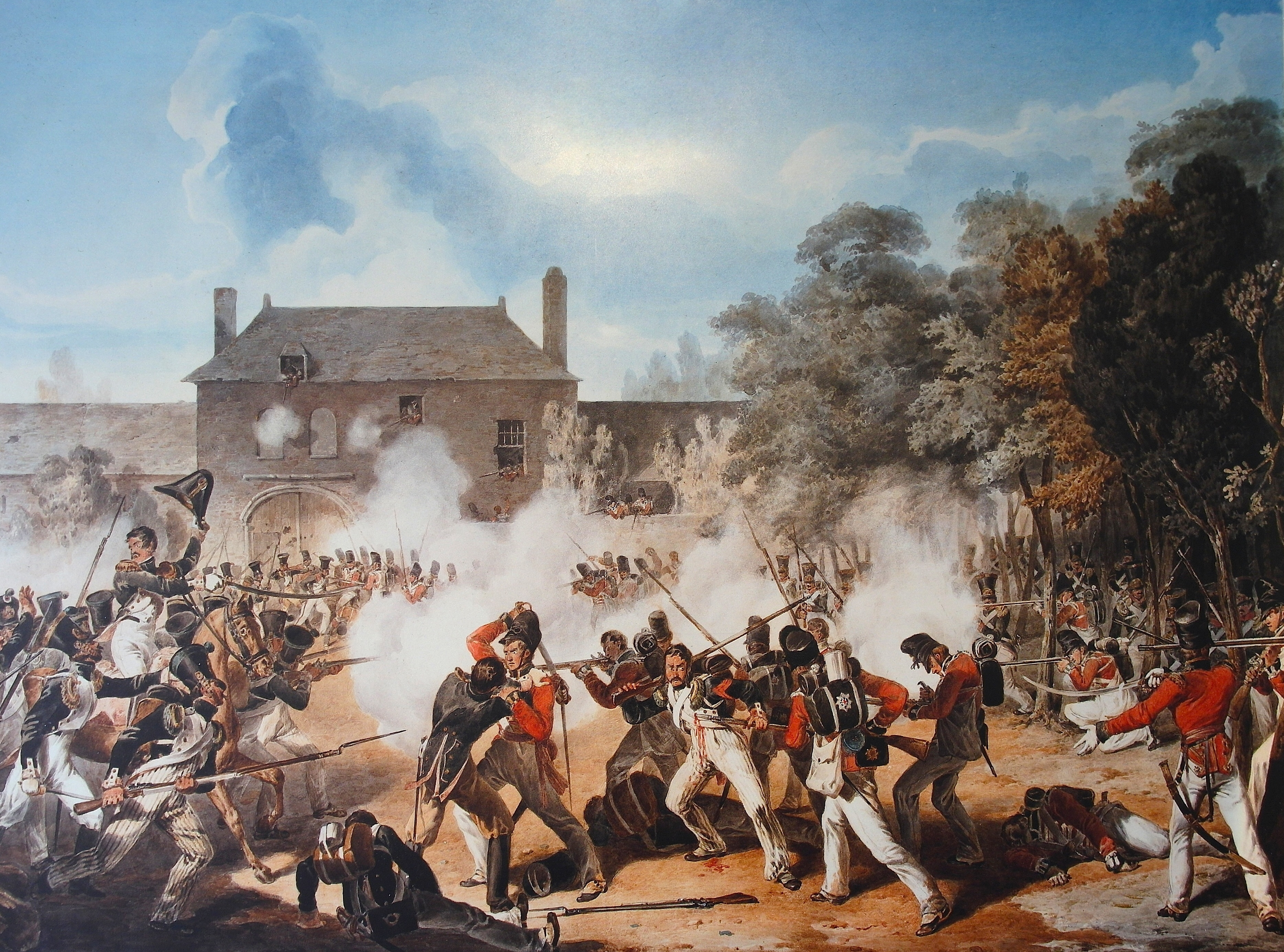
Hougoumont tijdens de Slag bij Waterloo

### Kasteel Hougoumont
Het Kasteel Hougoumont te Eigenbrakel was van midden 17de tot eind 18de eeuw eigendom van de van oorsprong Spaanse familie. Het kasteel had een grote ommuurde tuin, een boomgaard, een park en is 5 eeuwen bewoond geweest door de Heren van Gomont. Het speelde enkele jaren na de dood van de laatste heer Arrazola de Oñate de Gomont, lid van de Zeven Geslachten van Brussel, een grote rol in de Slag bij Waterloo op 18 juni 1815.
Het kasteel van Gomont werd toegekend aan de weduwe, die een 2e maal trouwt met Philippe Gouret de Louville, majoor in dienst van Oostenrijk. Omdat de officier niet in staat was het kasteel na de Slag bij Waterloo weer op te bouwen, verkoopt hij het op 7 mei 1816 voor 40.000 fr. aan François de Robiano.

### Kasteel van Hombeek
Het Kasteel van Hombeek, later Kasteel Carmosteyn, werd door Ridder Jean-Jacques Arrazola de Oñate, broer van Mark Albert, overgenomen van de familie de Boccabella in 1670. Het omwaterde kasteel werd een tiental jaar later eigendom van de familie de Locquet, de nieuwe heren d'Ophombeek.

### Waterburcht van Meldert

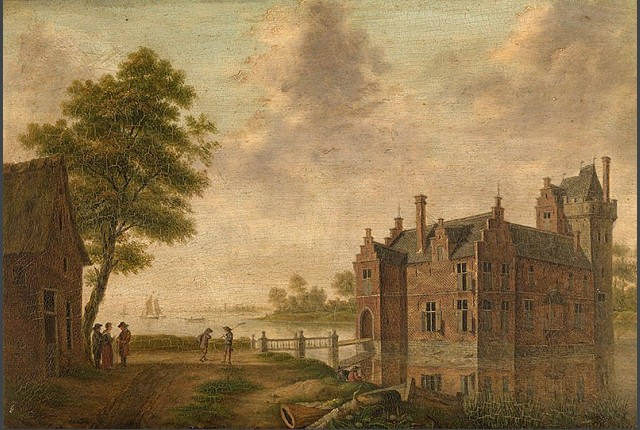
Kasteel Carmosteyn in de 18de eeuw

De Waterburcht van Meldert, gebouwd in het tweede kwart van de 17de eeuw, werd bewoond door de laatste van de Heren van Meldert; Marten-Jozef Arrazola de Oñate de Meldert. Onder zijn bestuur werd Nederland een wingewest van de Franse Republiek. De privilegies van de adel werden afgeschaft en er kwam voor goed een einde aan het feodale tijdperk. Het wapenschild van de familie maakt vandaag echter nog steeds deel uit van het historische wapenschilden van de gemeentes Meldert en Lummen. De laatste restanten van de waterburcht werden in 1871 afgebroken.

## Erfelijke adel na 1789
De erfelijke adellijke status van de familie Arrazola nam een einde door de afschaffing van de adel in 1796.
In 1816, onder het Verenigd Koninkrijk der Nederlanden, werd Jan-Nepomucenus Arrazola (Meldert, 1784 - 1861), voormalig heer van Meldert, in de adelstand erkend en opgenomen in de Ridderschap van de provincie Limburg. Hij kreeg meteen de erfelijke titel van baron, overdraagbaar op al zijn nazaten. Hij was de jongste van de twaalf kinderen van Maarten Arrazola de Oñate (1741-1803) en van Marie-Elisabeth de Lardinois de Ville (1742-1812). Getrouwd met Maria-Elisabeth Aerts (1790-1865) was hij burgemeester van Meldert. Hun twee zonen en twee dochters trouwden, maar bleven zonder nageslacht, zodat hiermee de geadelde familie uitstierf.
Bij adelbrief van 22 juni 2001 verkreeg Johan J. Victor Arrazola de Oñate, een nazaat uit een andere familietak, erkenning in de erfelijke Belgische adel.
Peter, Dirk, Geert en Ilse Arrazola de Oñate, broers en zus van bovengenoemde Johan Arrazola, hebben erkenning van erfelijke adeldom verkregen bij adelbrief d.d. Châteauneuf-de-Grasse van 18 januari 2008.
Leopold Stefaan Celest Arrazola de Oñate (1928-2013), oom van bovengenoemden, echtgenoot van Maria Virginie Paenhuysen (1930- ) en hun afstammelingen, hebben erkenning van adeldom bekomen bij adelbrief, eveneens d.d. Châteauneuf-de-Grasse van 18 januari 2008.

## Voetnoten
1. ↑  X, "Linaje, armas y nobleza del apellido Arrazola", +-1646, Koninklijke Bibliotheek van Spanje, bdh0000122670
2. ↑  Ejecutoria del pleito litigado por Lorenzo, Pedro, Ignacio de Arrazola Oñate sobre hidalguía de sangre en propiedad y casa solar de Arrazola, 25-11-1783, Archivo de la Real Chancillería de Valladolid, ES.47186.ARCHV/6.8.1//REGISTRO DE EJECUTORIAS,CAJA 3501,39
3. ↑  X., "Armoiries de la famille de Arrazola Onate y Garibay, certifiées par Diego Barreiro, roi d'armes de Philippe IV d'Espagne, Francisco Mendes, secrétaire du roi, Pierre Delaunay, roi d'armes pour le Brabant, Michiel Maurissens, roi d'armes pour la Flandre", 1649, Koninklijke Bibliotheek van België, nº1433447